# 0-2-2

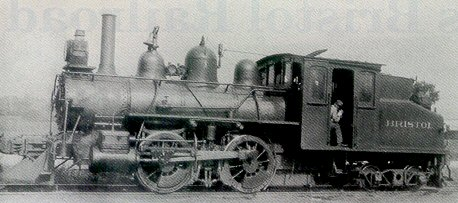
Паровоз типа 0-2-2 дороги Bristol Railroad

Схематичное изображение колёс паровоза типа 0-2-2

Тип 0-2-2 — паровоз с двумя движущими и двумя поддерживающими осями.
Методы записи для разных классификаций:
- Международная (UIC): B2
- Американская: 0-4-4
- Испанская и французская: 022
- Российская: 0-2-2
- Швейцарская: 2/4

## Примеры
К данному типу относились, как правило, танк-паровозы, так как по сути паровоз типа 0-2-2 представляет собой объединение в одну конструкцию паровоза типа 0-2-0 и двухосного тендера.

### Российская империя
В 1869—1870 годы на Поти — Тифлисскую железную дорогу поступили 13 танк-паровозов типа 0-2-2 английского производства. Сцепной вес локомотива в рабочем состоянии составлял 28,3 тонн при общем весе 45,8 тонн, а длина по буферам составляла 10 001 мм. На дороге паровозы получили серию А и номера 1—13. К 1913 году остались 9 машин, которые эксплуатировались на тот момент на Закавказской железной дороге. Как пассажирским танк-паровозам им присвоили серию Ъ и номера 9140—9148.
Также к типу 0-2-2 можно отнести не только локомотивы, но и четырёхосные паровозо-вагоны — моторные вагоны с экипажной частью из двух двухсоных тележек, из которых одна является моторной, приводимой паровой машиной, а вторая — поддерживающей. Первые два таких паровозо-вагона на российских дорогах были немецкого производства и поступили на Северо-Западные железные дороги в 1906 году. Пассажировместимость этих паровозо-вагонов составляла 24 места первого класса и 48 мест второго класса, а общий вес в рабочем состоянии составлял 33,2 тонны, из которых около 20 тонн приходилось на сцепной вес. Полная длина вагона составляла 16 170 мм по буферам. В 1913—1914 годах уже Сормовским заводом были выпущены 6 паровозо-вагонов, которые получили обозначение серии М и переданы по 2 штуки на Александровскую, Московско-Курскую, Нижегородскую и Муромскую, а также Северные железные дороги. Длина вагонов Сормовского завода составляла 23 630 мм по буферам, а пассажировместимость салона — 100 мест.

### Советский Союз
В 1937 году Коломенский завод выпустил экспериментальный пассажирский паровоз В5, который внешне походил на современные тепловозы. Стоит отметить, что в эксплуатацию В5 не поступал, так как предназначался лишь для испытания опытной паросиловой установки высокого давления — 80 кгс/см².